# Babka piaskowa (ciasto)

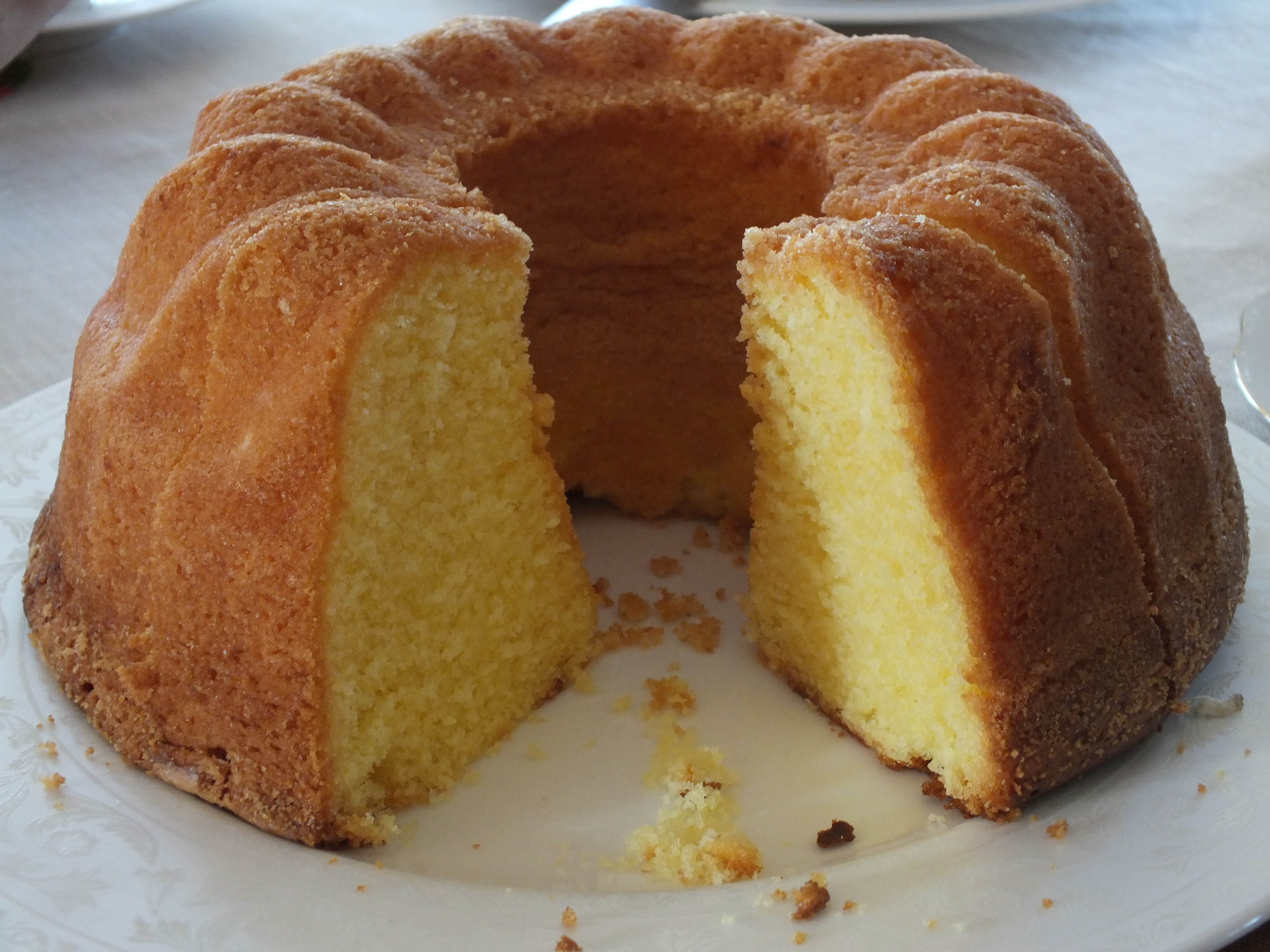
Babka piaskowa jasna

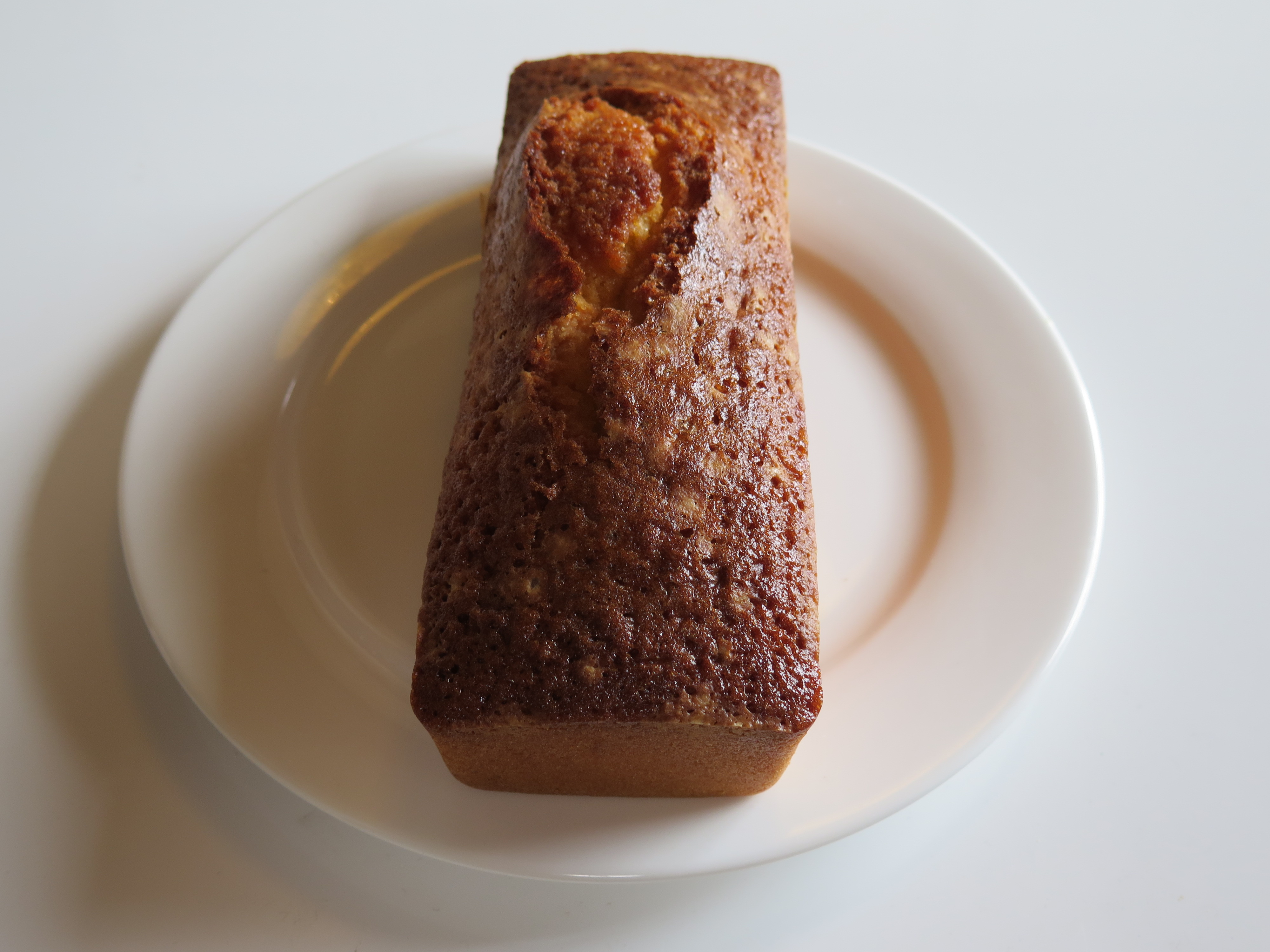
Babka piaskowa upieczona w podłużnej foremce

Babka piaskowa – rodzaj ciasta deserowego, babka z ciasta biszkoptowo-tłuszczowego (piaskowego), przygotowanego metodą „na ciepło” lub „na zimno”. Babki piaskowe wypieka się używając form okrągłych lub podłużnych. Gotową babkę piaskową obsypuje się cukrem pudrem lub pokrywa polewą kakaową (lub kuwerturą).
Ciasto może być jasne lub kakaowe, np. dwukolorowa babka „marmurek” („babka marmurkowa”). W przepisach na babkę marmurkową często spotykanym składnikiem jest mleko lub jogurt. Do wyrobu babek poznańskich (podłużne babki dwukolorowe)  używa się ubitej śmietanki o 30% zawartości tłuszczu. 
Uwaga: wypiekane z podłużnych formach ciasta biszkoptowo-tłuszczowe z bakaliami i owocami z syropu to keksy.
Inne nazwy: śl. zista (czyt. z–ista).

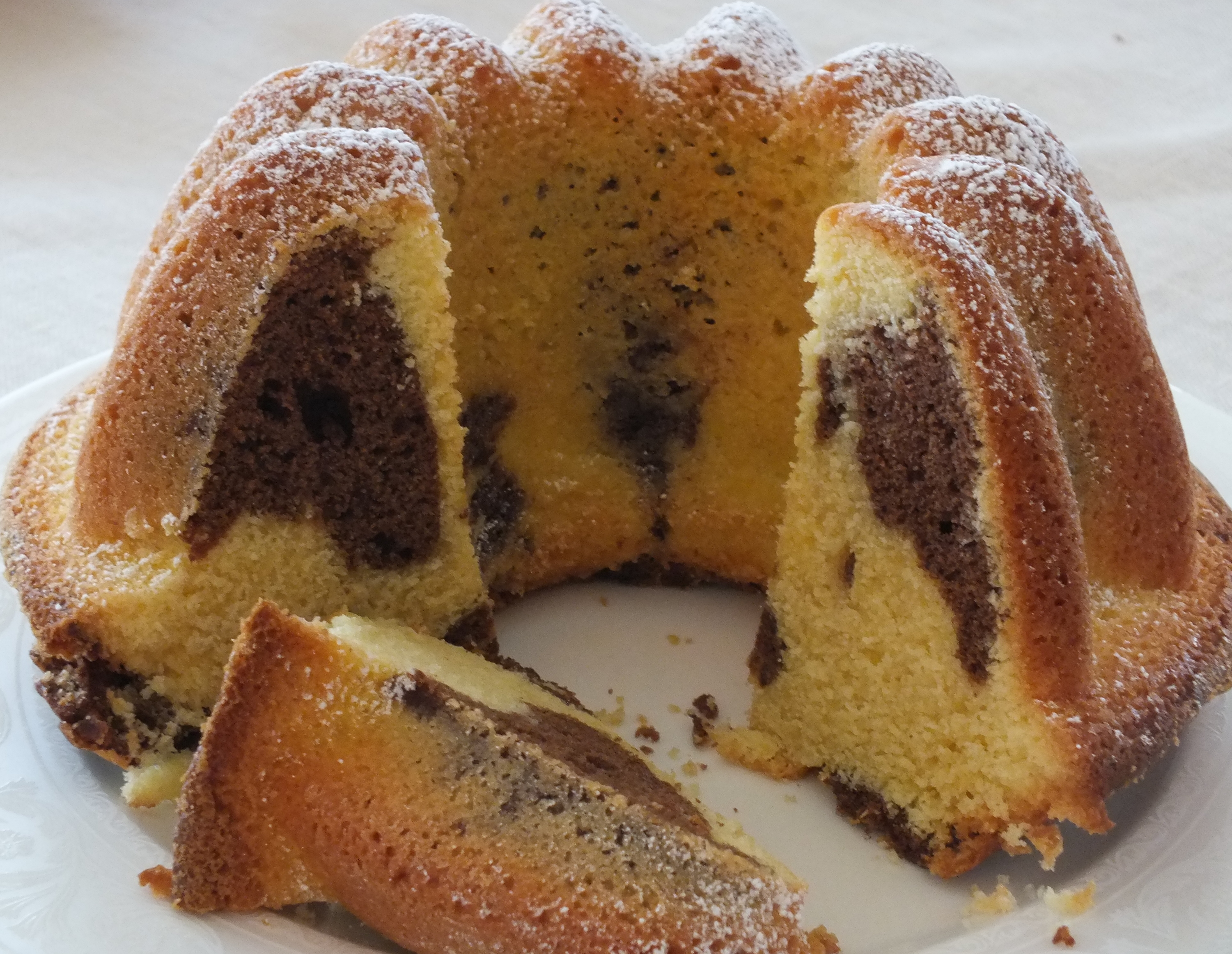
Babka piaskowa marmurkowa
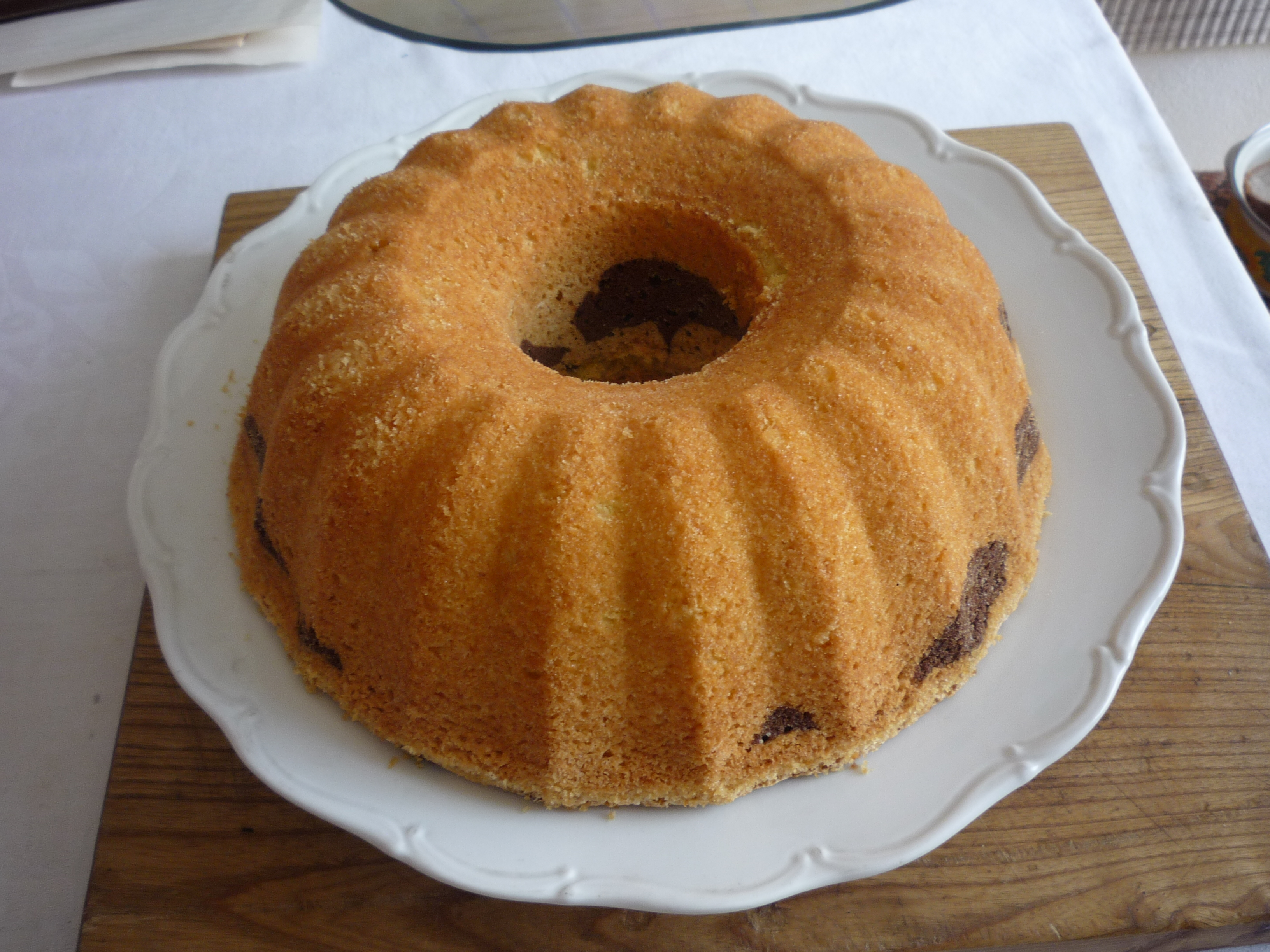
Babka piaskowa marmurkowa
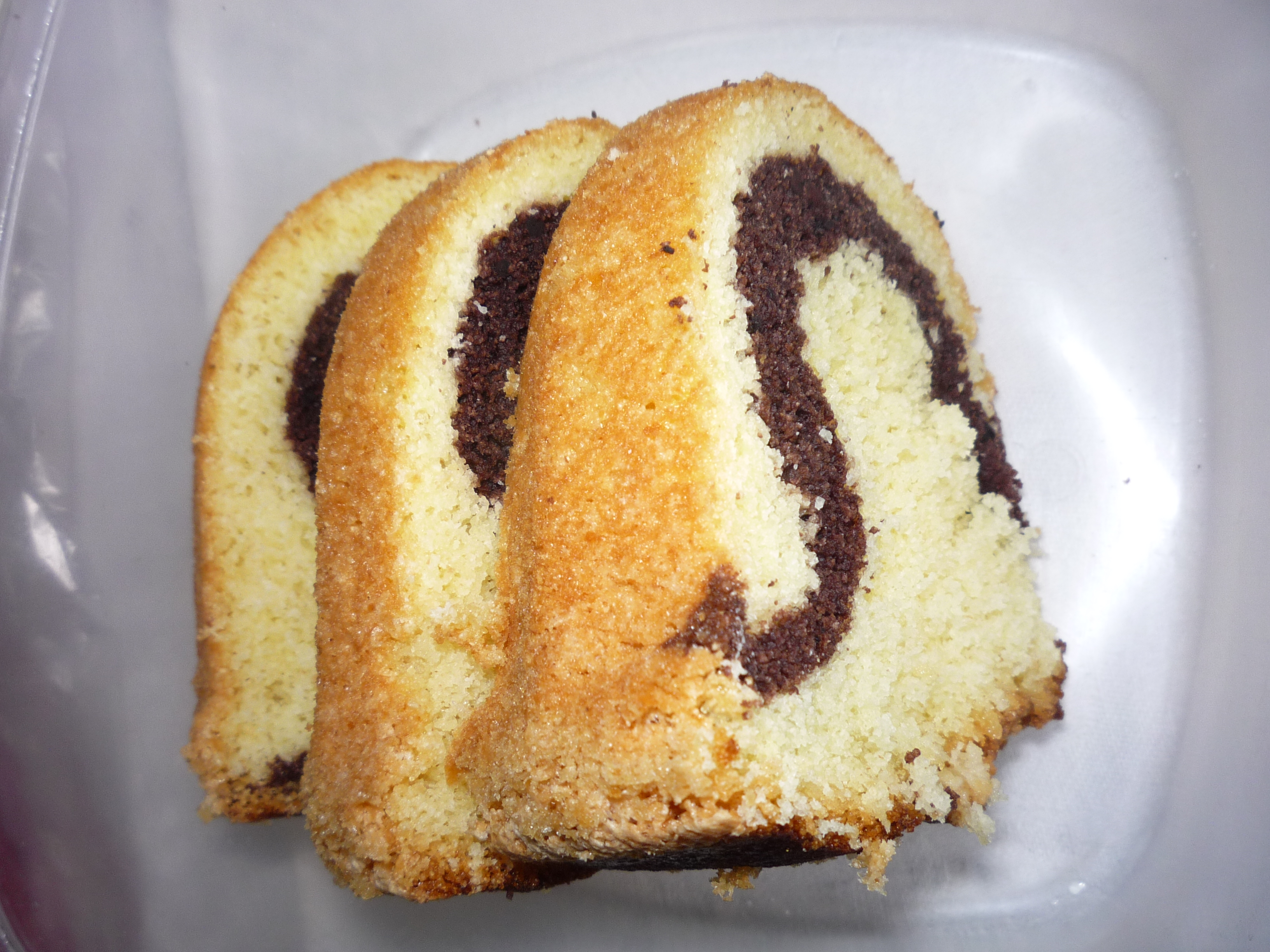
Porcje babki marmurkowej
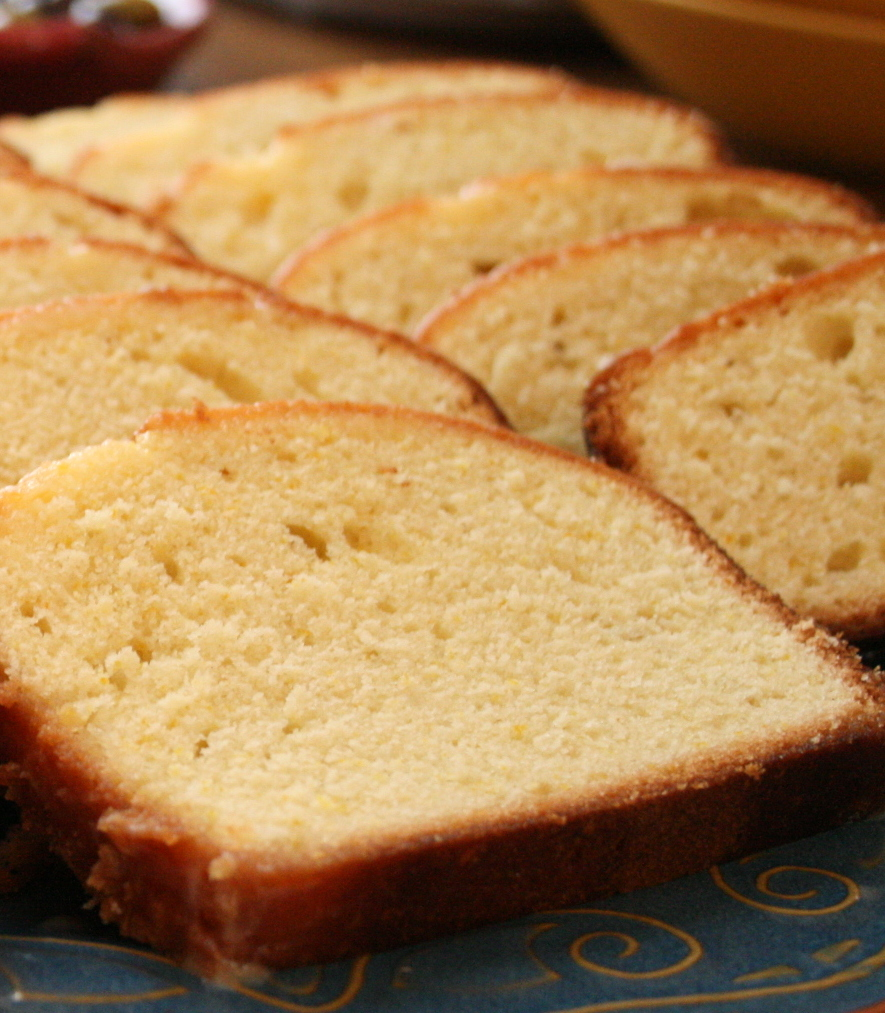
Porcje babki piaskowej